# Cassolus sumatranus
Cassolus sumatranus är en skalbaggsart som beskrevs av Lansberge 1885. Cassolus sumatranus ingår i släktet Cassolus och familjen bladhorningar. Inga underarter finns listade.